# プーリア州

プーリア州
Regione Puglia

プーリア州（プーリアしゅう、イタリア語: Puglia）は、イタリア共和国南部にある州。州都はバーリ。
しばしばブーツに喩えられるイタリアの「かかと」に当たる地域で、南東にサレント半島が突き出している。東はアドリア海を隔ててギリシャ・バルカン半島と向き合い、南はターラント湾に面している。肥沃な平原が広がる地形で、古くから穀倉地帯として知られた。古代にはギリシア人が植民都市を築き、次いでローマ人がこの地を征服してアッピア街道を延伸した。以後、東ローマ帝国、ノルマン人・フランス人・スペイン人（シチリア王国・ナポリ王国）など、さまざまな民族や国家の支配を受けた。ターラントやブリンディジなどの港湾都市は古代以来の歴史を有する。

## 名称
「Puglia」の標準イタリア語での発音は「['puʎʎa]」であり、日本語のカタカナ表記には「プーリア」以外にも「プッリャ」、「プッリァ」もある。
古代には、現在の州域の北部・中部がアプーリア（古代ギリシア語: Ἀπουλία）、アプリア（ラテン語: Apulia）の名で呼ばれていた。英語: Apulia、ドイツ語: Apulien など、ヨーロッパの言語ではこれをもとにした呼び方がされることがある。

## 地理

### 位置・広がり
イタリア半島の南東部に位置する州で、東にアドリア海・オトラント海峡、南にイオニア海・ターラント湾に面する。州都バーリは州中央部のアドリア海沿岸に位置し、ナポリから東北東へ約220km、アルバニアの首都ティラナから西へ約248km、ペスカーラから南東へ266km、ギリシャのヨアニナから北西へ約374km、イタリアの首都ローマから東南東へ約374kmの距離にある。
州域はアドリア海に沿って北西 - 南東に細長く、北西にモリーゼ州、西にカンパニア州、南西にバジリカータ州と隣接する。面積は1万9358km²で、イタリア全国では第7位、イタリア南部（離島部のシチリア州は含まない）では最も広い面積を持つ州である。
州南東部のサレント半島は、アドリア海の入口にあたるオトラント海峡を隔てて、東にアルバニア・ギリシャと向かい合っている。オトラント海峡の最も狭い場所の幅は75kmほどである。オトラント郊外のパラシャ岬（オトラント岬）は、イタリア共和国の最東端である。

### 主要な都市
人口8万人以上のコムーネは以下の通り。人口は2012年1月1日現在。
- バーリ （バーリ県） - 315,408人
- ターラント （ターラント県） - 199,936人
- フォッジャ （フォッジャ県） - 147,045人
- アンドリア （バルレッタ＝アンドリア＝トラーニ県） - 100,133人
- バルレッタ （バルレッタ＝アンドリア＝トラーニ県） - 94,322人
- レッチェ （レッチェ県） - 89,615人
- ブリンディジ （ブリンディジ県） - 88,734人

- バーリ
- ターラント
- フォッジャ
- レッチェ

### 地勢・気候

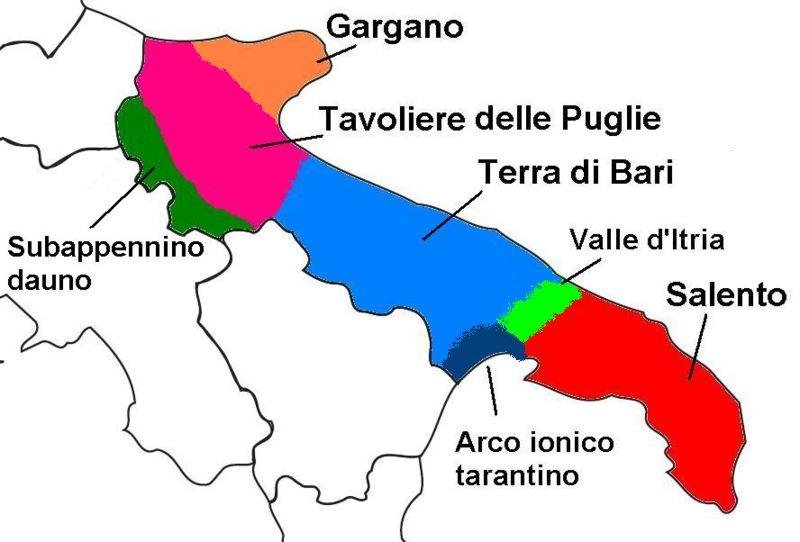
（図1）プーリア州の特徴的な地勢。

（図２）プーリア州の地形の割合。右下の小さいグラフはイタリア全土の割合。

州の地形の特徴は、山岳がほとんどないことである。州面積中で山岳地形が占める割合はわずか1.5%で、これはイタリアの州の中で最も小さい（図2参照）。州の面積約1万9000km²のほとんどは、平野もしくは丘陵によって占められている。
州北部（フォッジャ県周辺）のアドリア海に突き出した地域はガルガーノ (it:Gargano) と呼ばれる。州の最高地点であるカルヴォ山 (it:Monte Calvo (Gargano)) （1,065 m）もガルガーノにある。アペニン山脈から連なる山地スバッペンニーノ・ダウノ（ダウニア山地） (it:Subappennino Dauno) も、ガルガーノと並んで、州ではわずかな山岳地形である。
ガルガーノ地方とダウニア山地の間に、タヴォリエーレ・デッレ・プーリエ（プーリア台地） (it:Tavoliere delle Puglie) が広がっている（図1のピンクの部分）。面積約4000km²に及ぶこの地域は、イタリア有数の穀倉地帯である。
州中部にはムルジェ（ムルジア） (Murgia) と呼ばれるカルスト台地が広がっており、この地方はテッラ・ディ・バーリ (it:Terra di Bari (geografia)) とも呼ばれる。南接するのはヴァッレ・ディトリア（イトリア谷） (it:Valle d'Itria) と呼ばれる幅が狭く開いた谷である。
州南部のサレント半島も大部分は平野が占めている。半島南端部には丘陵地帯セッレ・サレンティーネ (it:Serre salentine) がある。ターラント湾北岸のターラント市周辺はアルコ・イオニコ・タランティーノ地方 (it:Arco ionico tarantino) と呼ばれる。
プーリア州は非常に雨の少ない気候であり、目立った川はほとんどない。雨水は石灰岩質の台地に浸透して地下水となり、海岸線近くで湧出する。石灰岩質の地形は多くの鍾乳洞をつくりだしており、カステッラーナ・グロッテ（バーリ県）は鍾乳洞で有名である。

タヴォリエーレ・デッレ・プーリエ

- カルヴォ山
- ガルガーノの海岸
- ムルジェ台地（カステル・デル・モンテ付近）
- イトリアの谷（ヴァッレ・ディトリア）

## 歴史

### 考古時代からギリシア人の時代

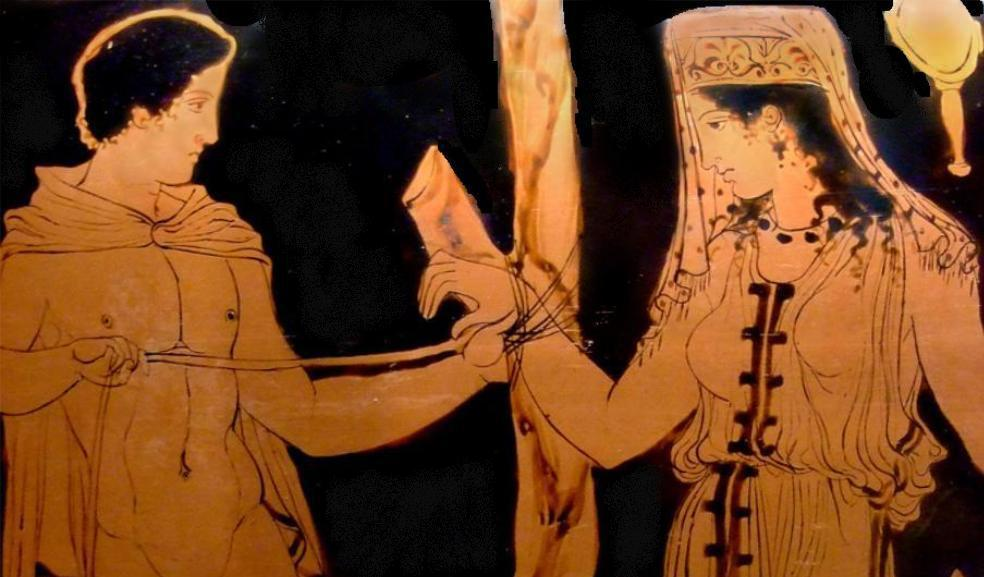
プーリアから出土した古代ギリシア陶器。紀元前4世紀頃

プーリアはイタリアの中でも考古遺跡の多い州のひとつである。最初にこの地に定住したのはイリュリア人たちで、メサピ人 (Messapii) としても知られる。その後、ミケーネ人がこの地に移住した。紀元前8世紀には古代ギリシア人が、のちにマグナ・グラエキアと呼ばれることになる地域のうち、現在のターラントやサレントに移り住んだ。紀元前5世紀から紀元前4世紀にかけて、タラス（現在のターラント）を中心とするギリシア人たちはアプリア式陶器 (Apulian vase painting) を生み出した。
古代には、現在のプーリア州の北部のみがアプーリアと呼ばれた。州南部の半島はカラブリアの名で知られた（カラブリアの名称は、現在はイタリア半島西南端の地方の名称となっている）。

### ローマ時代
紀元前4世紀から紀元前3世紀にかけて、共和政ローマのローマ人たちは、サムニウム人とのサムニウム戦争や、エペイロスのピュロス王との戦争（ピュロス戦争、この戦争の故事がピュロスの勝利である）を経てこの地域を征服した。ローマ人たちにとってこの地は重要な土地となった。第二次ポエニ戦争中の紀元前216年、ローマがカルタゴのハンニバルに大敗を喫したカンナエの戦いが行われたのもこの土地（現在のバルレッタ郊外）である。カルタゴ軍が引き揚げた後、ローマ人はブリンディシやターラントの港を占領し、この地域への支配を回復した。
紀元前201年、ハンニバルに勝利したスキピオ・アフリカヌスの退役兵たちの入植のため、サムニウムとアプリアの土地が割かれた。また、紀元前194年にはシポントゥム（現シポント）にも入植が行われた。
紀元前130年頃、おそらくグラックス兄弟のセンプロニウス諸法によってプーリア台地が区画整理され、入植が行われたことが航空写真や発掘調査によって確認でき、オリーブやブドウなどの栽培が盛んであったと推測されている。ストラボンはハンニバル戦争によってこの地は荒廃したと記しているが、発掘調査ではその影響は軽微であったことがうかがわれ、区画整理と同じ頃にアッピア街道がブリンディシやターラントまで延長されたと考えられている。紀元前91年からの同盟市戦争ではアスクルムなどで反乱が起った。
帝政期、イタリア本土の第2行政区「アプリア・エト・カラブリア」 (it:Regio II Apulia et Calabria) に編成された。肥沃なアプリアは穀物や油の生産地であり、生産物は東方領土への輸出品となった。

### 中世初期
ローマ帝国の崩壊後、この地域はゴート人（東ゴート王国）、ついでランゴバルド人（ランゴバルド王国）によって支配された。6世紀以降は東ローマ帝国の支配下に入った。バーリにはカテパノー (Katepano) の称号を持つ総督が置かれ、南イタリアを管轄するカテパナート (it:Catepanato d'Italia) の首府となった。現在のフォッジャ県一帯がカピタナータ地方（Capitanata）と呼ばれるのはこれに由来する。
800年以降、イスラム教徒の存在が大きくなるが、プーリア一帯は依然として東ローマ帝国の領域にとどまっていた。主にこの地を治めていたのはランゴバルド人で、これは11世紀にノルマン人がこの地を征服するまで続いた。

### ノルマン人による征服とシチリア王国

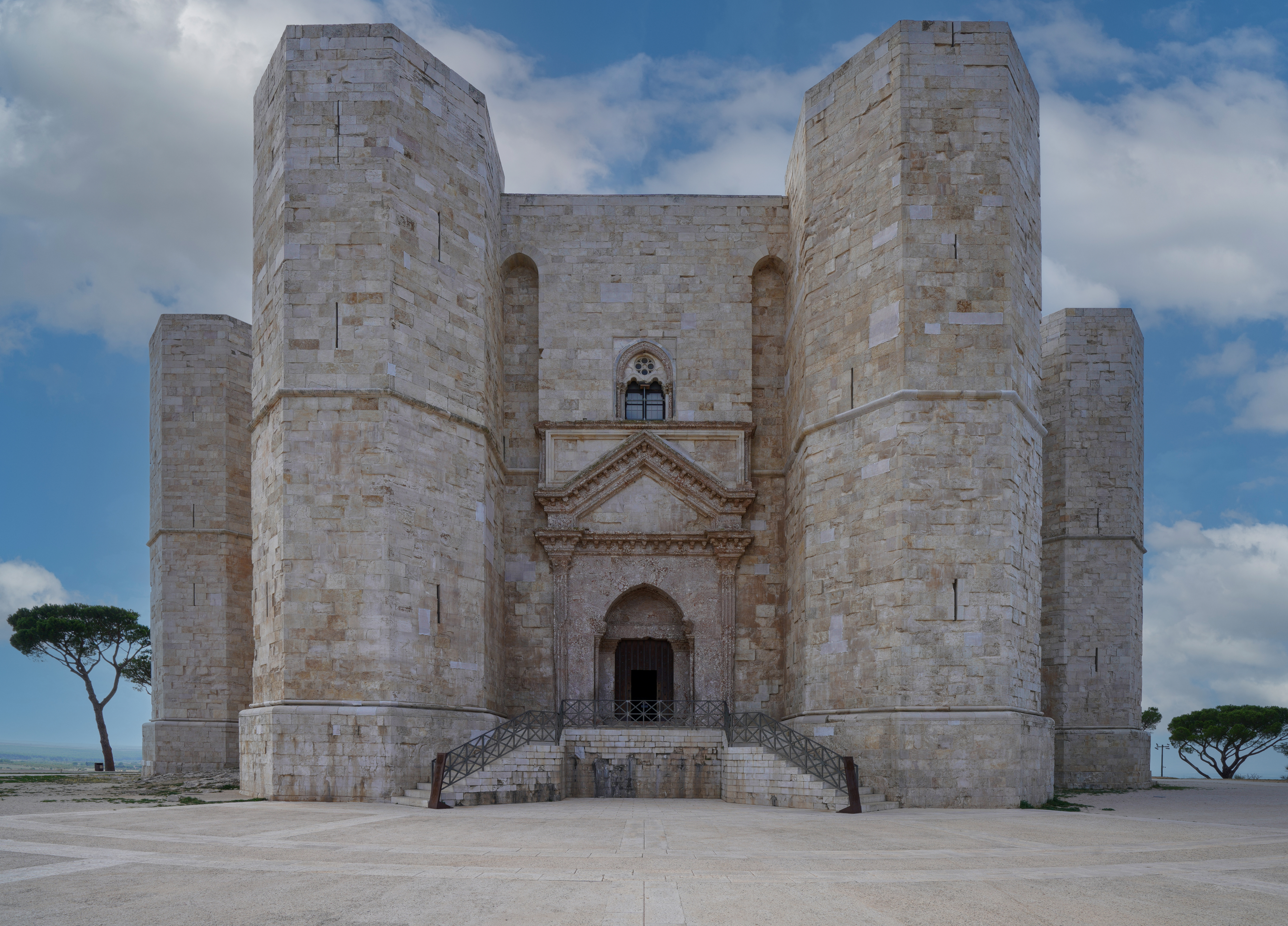
カステル・デル・モンテ

南イタリアを征服したノルマン人のロベルト・イル・グイスカルドは、1059年にプーリア公となった。ノルマン人たちは11世紀末にシチリアを征服し、シチリア島と南イタリアを支配するシチリア王国を築いたが、ノルマン人勢力の中心地は本土のメルフィ（バジリカータ州ポテンツァ県）からシチリア島のパレルモに移り、プーリアは一地方となった（ノルマン人による南イタリア征服参照）。
1194年、ホーエンシュタウフェン朝の神聖ローマ皇帝ハインリヒ6世がシチリア王位を奪った。12世紀から13世紀にかけ、プーリアにはしばしばホーエンシュタウフェン家の皇帝たちがその居を置いている。特に著名なのは、フリードリヒ2世（フェデリーコ。ハインリヒ6世の子）である。フリードリヒ2世は1240年から1250年にかけて、アンドリア郊外にカステル・デル・モンテを築いた。
フリードリヒ2世の後継者であるマンフレーディは、1266年にアンジュー家（アンジュー＝シチリア家）のシャルル・ダンジューに敗死し、シャルルがシチリア王となった（カルロ1世）。1282年のシチリアの晩祷によりシチリア王国が分裂すると、プーリアはカルロ1世が保った大陸側の王国（ナポリ王国）の領土に含まれた。
11世紀から13世紀に建てられたプーリアの特徴的な建築物には、古代ギリシャ様式、ビザンツ様式、ノルマン様式、ピサ様式の影響が見られる。

### スペイン・フランスによる支配
1442年、アラゴン王・シチリア王アルフォンソ5世（トラスタマラ家出身）はナポリ王国を征服し、プーリアを含むナポリ王国領を「アラゴン連合王国」の一部（のちにスペインとなる）に組み込んだ。プーリア地域はバローニ（Baroni）と呼ばれる有力領主たちが統治を行った。この時代、沿岸地域はオスマン帝国とヴェネツィア共和国によってしばしば占領されており、とくに1480年のオスマン帝国によるオトラント侵攻 (Ottoman invasion of Otranto) が著名である。
南イタリアを支配したスペインの王朝は、トラスタマラ家からスペイン・ハプスブルク朝を経て、1700年にスペイン・ブルボン朝に移行する。スペイン継承戦争中の1707年、オーストリアがナポリを支配するが、ポーランド継承戦争中の1734年、ビトントの戦い (Battle of Bitonto) でスペイン軍はオーストリア軍を打ち破って南イタリアの支配を回復し、スペイン・ブルボン家のパルマ公カルロ（のちのスペイン王カルロス3世）がナポリ・シチリア両王国の王に即位した（ナポリ王としてはカルロ7世）。

### 近現代
1806年、ナポレオン・ボナパルトはナポリ王国を征服し、当初はジョゼフ・ボナパルトを、次いで妹婿のジョアシャン・ミュラをナポリ王とした。フランスによるナポリ王国支配は1815年まで続くが、この間に封建制の打破と法制度改革が進められた。
ウィーン会議の結果、スペイン・ブルボン家の下でシチリア王国とナポリ王国が正式に統合されて両シチリア王国が発足するが、両シチリア王国は旧制度への復帰を図った。1820年にスペインで立憲革命が発生すると、これが波及する形で両シチリア王国領でもブルボン家支配からの解放と立憲制への復帰を求める運動が高まった。1861年、両シチリア王国が廃止され、イタリア王国のもとに統一された（イタリア統一運動参照）。社会改革や農業改革は19世紀からゆっくりと進展し、20世紀中盤に加速した。

## 行政区画
プーリア州は以下の6県からなる。

プーリア州と各県

左端の数字はISTATコード、アルファベット2文字は県名略記号を示す。人口は2012年1月1日現在。面積の単位はkm²。
|     |    | 県名                               | 綴り                  | 県都                           | 面積  | 人口      |
| --- | -- | ---------------------------------- | --------------------- | ------------------------------ | ----- | --------- |
| 071 | FG | フォッジャ県                       | Foggia                | フォッジャ                     | 6,960 | 625,657   |
| 072 | BA | バーリ県                           | Bari                  | バーリ                         | 3,821 | 1,246,742 |
| 073 | TA | ターラント県                       | Taranto               | ターラント                     | 2,437 | 584,229   |
| 074 | BR | ブリンディジ県                     | Brindisi              | ブリンディジ                   | 1,839 | 400,504   |
| 075 | LE | レッチェ県                         | Lecce                 | レッチェ                       | 2,759 | 801,170   |
| 110 | BT | バルレッタ＝アンドリア＝トラーニ県 | Barletta-Andria-Trani | バルレッタ アンドリア トラーニ | 1,543 | 391,770   |

## 社会

### 宗教
かつて古代ギリシアからの移民が植民都市を築き、ローマ時代にはギリシア人が多数を占めたためマグナ・グラエキアと呼ばれた地方の一部にあたる。6世紀から11世紀後半までの大半が東ローマ帝国領であったため、東方正教会コンスタンディヌーポリ総主教庁に帰属した時期があったが、現在はローマ・カトリックの信徒がほとんどである。
対岸のアルバニアからのアルバニア人移民が多い。またサレント半島内のグレチア・サレンティーナ (Grecìa Salentina) と呼ばれる一帯を中心にギリシャ系の住民もいる。

## 文化

### 言語

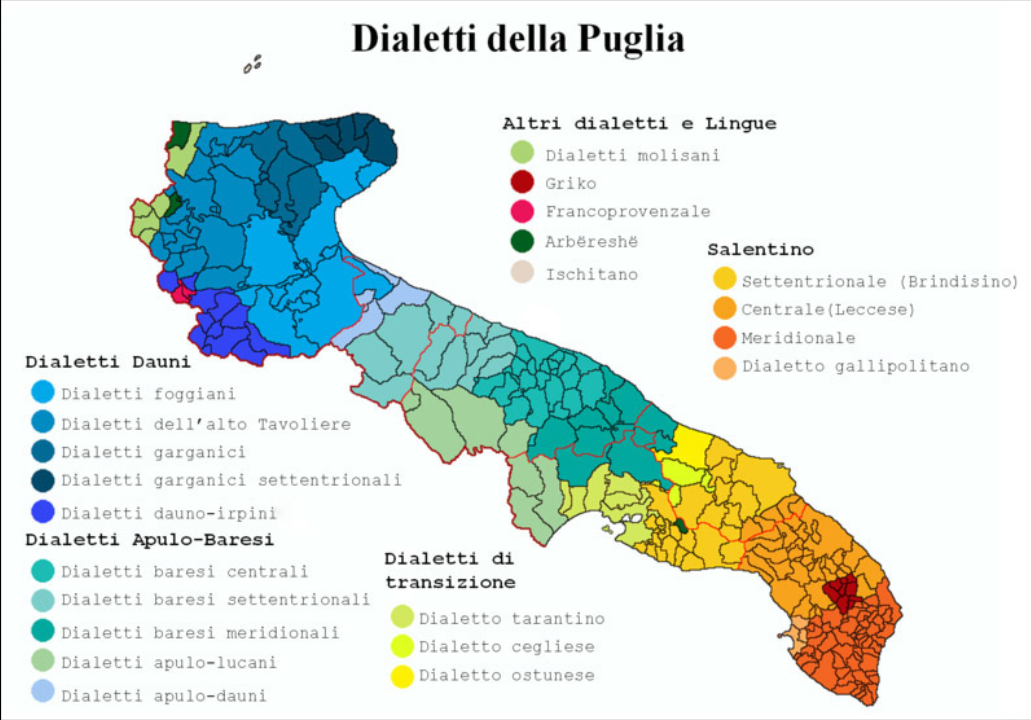
プーリア州の方言

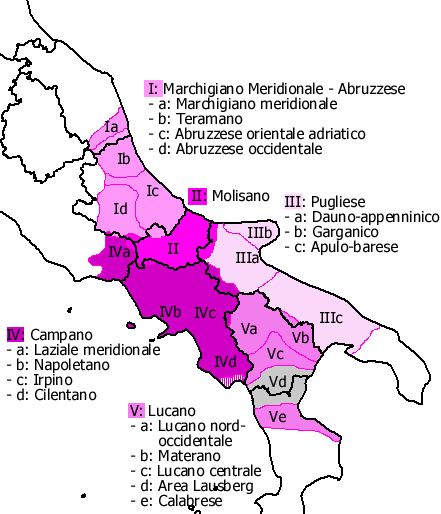
ナポリ語の方言分布

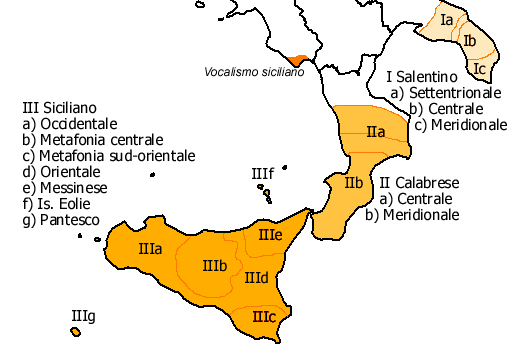
シチリア語の方言分布

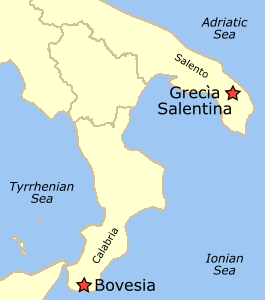
グリコ語が話される地域

2006年の国立統計研究所（ISTAT）の統計によれば、6歳以上の住民の家庭内での会話における言語状況は以下の通り。イタリア語（Italiano）、地方言語（Dialetto）、他の言語（Altra lingua）についてのデータで、左列が全国平均、右列がプーリア州の数値である。
| 家庭内の会話における使用言語           | 全国  | 州    |
| -------------------------------------- | ----- | ----- |
| イタリア語のみ、あるいは主にイタリア語 | 45.5% | 33.0% |
| 地方言語のみ、あるいは主に地方言語     | 16.0% | 17.3% |
| イタリア語と地方言語の双方             | 32.5% | 47.9% |
| 他の言語                               | 5.1%  | 0.9%  |

1861年のイタリア統一以来、プーリア州ではイタリア語が公用語として用いられている。しかし、この地域の長く複雑な歴史を背景として、さまざまな地方言語 (it:Dialetti della Puglia) が話されている。
「エスノローグ」ではイタリア語の方言として「プーリア方言」を掲げつつ、標準的なイタリア語との隔たりが大きいもののひとつとしている。北部と中部の方言はナポリ語の変種、南部の方言はシチリア語の変種とも分類され、こうした言語状況はプーリア州の西にあるカラブリア州と類似しているとみなされている。
このほかプーリア州では、ギリシャ語系のグリコ語、アルバニア語系のアルバレシュ語、フランコプロヴァンス語系のファエート語など、いくつかの少数言語が話されている。
プーリア方言（ナポリ語系）
北部と中部で話されるプーリア語（プーリア方言）は、ナポリ語の方言（言語変種）にも分類される（右図参照）。プーリア方言は、北部のフォッジャ方言（ダウニア方言） (it:Dialetto foggiano) 、中部のバーリ方言 (it:Dialetto apulo-barese) に大きく分類される。
サレント方言（シチリア語系）
南部のサレント半島では、サレント語 (Salentino dialect) が話されており、シチリア語の方言にも分類される。
ターラント方言
ターラント市周辺ではタラント語が話されている。プーリア方言圏とサレント方言圏の境界付近にあたり、分類については長らく議論の対象となっている。
グリコ語（ギリシャ語系）
サレント半島南部（レッチェ県）のいくつかの村（カリメーラ、ステルナティーア、ツォッリーノなど）では、ギリシャ語の変種であるグリコ語を話すグリコ人が暮らしている。グリコ語が話される地域はグレチア・サレンティーナ（サレントのギリシャ）と呼ばれる。同様のグリコ語話者コミュニティはカラブリア州南部にも存在する。彼らは、かつてイタリア半島南部にあった大きなギリシャ人コミュニティ（マグナ・グラエキアや東ローマ帝国領の名残り）の生き残りである。
ユネスコの「危機に瀕する言語のレッドブック」 (Red Book of Endangered Languages) によれば、サレントのグリコ語の話者は2万人で、危機に瀕する言語（vulnerable から critically endangered（絶滅寸前）までの4段階のうち、3段階目（深刻な方から2番目）の Severely endangered としている。
ファエート語（フランコプロヴァンス語系）
フォッジャ県の2つの町（ファエートとチェッレ・ディ・サン・ヴィート）では、アルピタン語（フランコプロヴァンス語）の一種であるファエート語（Faetar）が話されている。
「危機に瀕する言語のレッドブック」によれば、ファエート語の話者は600人で、危機に瀕する言語のうち2段階目の Definitely endangered に位置付けられている。
アルバレシュ語（アルバニア語系）
アルバレシュ語はアルバニア語の変種で、南イタリアにはアルバレシュ語コミュニティが点在する。南イタリア全域におけるアルバレシュ語話者は、「危機に瀕する言語のレッドブック」および「エスノローグ」によれば、8万人ないし10万人。ユネスコは危機に瀕する言語（2段階目 definitely endangered）に指定している。

### 食文化
- オレッキエッテ
- パンツェロッティ

## 観光

### 世界遺産
- アルベロベッロのトゥルッリ （バーリ県アルベロベッロ）
- カステル・デル・モンテ （バルレッタ＝アンドリア＝トラーニ県アンドリア）
- イタリアのロンゴバルド族:権勢の足跡 (568-774年) の一部
  - サン・ミケーレの聖域 （フォッジャ県モンテ・サンタンジェロ）

## スポーツ

### サッカー
州内に本拠を置くプロサッカークラブとしては以下がある。所属リーグは2023-24シーズン現在。
- USレッチェ （レッチェ県レッチェ） - セリエA（1部リーグ）
- SSCバーリ （バーリ県バーリ） - セリエB（2部リーグ）
- SSバルレッタ・カルチョ （バルレッタ＝アンドリア＝トラーニ県バルレッタ） - セリエD（4部リーグ）
- フィデーリス・アンドリア （バルレッタ＝アンドリア＝トラーニ県アンドリア） - セリエD
- ASDマルティーナ・カルチョ1947（英語版） （ターラント県マルティーナ・フランカ） - セリエD

セリエDでは、バジリカータ州・カンパニア州・ラツィオ州のチームとともにジローネHに属する。プーリア州の地方リーグとして、エッチェッレンツァ・プーリアがある。

## 交通

### 空港
- バーリ国際空港 （バーリ県バーリ）
- ブリンディジ国際空港（英語版）（ブリンディジ県ブリンディジ）
- フォッジャ空港 (Foggia "Gino Lisa" Airport) （フォッジャ県フォッジャ）
- ターラント＝グロッターリエ空港 (Taranto-Grottaglie Airport) （ターラント県ターラント近郊、グロッターリエ）

### 鉄道

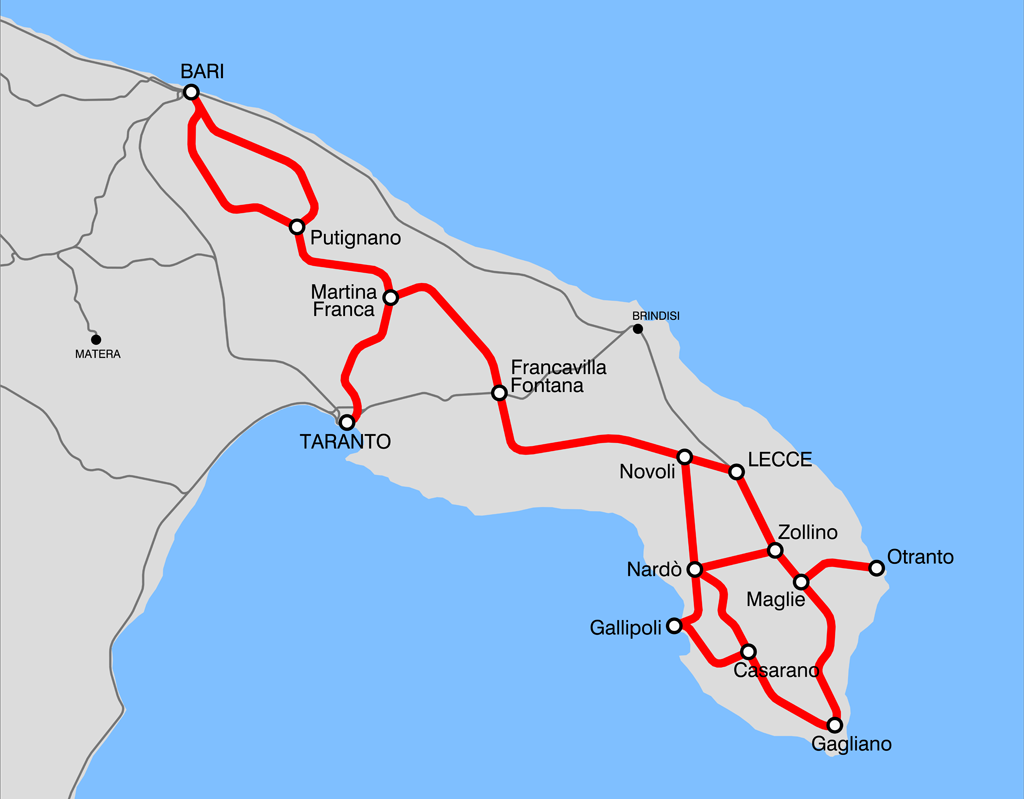
スド・エスト鉄道の鉄道網

旧イタリア国鉄の路線にあたるフェッロヴィーエ・デッロ・スタート (FS) がある。他に地方鉄道であるスド・エスト鉄道や、アップロ・ルカーネ鉄道 (it:Appulo Lucane) がある。

## 人物

### 著名な出身人物
- アルキタス - 紀元前5～4世紀の哲学者・数学者・政治家。現在のターラント出身。
- コンラート4世 - 13世紀の神聖ローマ皇帝。アンドリア出身。
- ジョヴァンニ・メッセ - イタリア王国陸軍軍人（元帥）、政治家。ブリンディジ出身。
- ルドルフ・ヴァレンティノ - サイレント映画時代の映画俳優。カステッラネータ出身。
- アルド・モーロ - イタリア共和国首相。マーリエ出身。
- マイケル・フォーチュナティ - ポップシンガー。ヴィッラ・カステッリ出身。
- マルコ・マテラッツィ - サッカー選手。レッチェ出身。